# Magdalena Eriksson
Magdalena " Magda" Lilly Eriksson (også Ericsson, født 8. september 1993)  er en svensk fodboldspiller, der spiller som forsvarer for Bayern München og for Sverige. Hun har tidligere spillet for Hammarby IF, Djurgårdens IF og Linköpings FC i den svenske Damallsvenskan og Chelsea i den engeske FA Women's Super League

## Hæder

### Klub
Linköpings FC
- Svenska Cupen: Vinder 2014, 2015
- Damallsvenskan: Vinder 2016

Chelsea F.C. Women
- Women's Super League
  - Vinder: 2017/18, Vinder: 2019/20, Vinder: 2020/21, Vinder: 2021/22, Vinder: 2022/23,

- Women's FA Cup
  - Vinder: 2018, 2021, 2022, 2023
- FA Women's League Cup
  - Vinder: 2019–20, Vinder: 2020–21
- UEFA Women's Champions League
  - Nummer to: 2020-21
- FA Community Shield
  - Vinder: 2020

FC Bayern Women
- Bundesliga: Vinder 2023-24, 2024-25
- DFB-Supercup: Vinder 2024
- DFB-Pokal: 2024–25

### Landhold
Sverige
- Bronze ved VM 2019, VM 2023
- Sølv ved Sommer–OL 2016
- Sølv ved Sommer–OL 2020

### Individuel
- Diamantbollen: 2020
- Fotbollsgalan: Årets spiller 2020
- Fotbollsgalan: Årets forsvarer 2020, 2021
- Ballon d'Or nominering: (11.)
- FIFA FIFPro World XI: 2021
- FA WSL PFA Team of the Year: 2020, 2021

## Privatliv
Magdalena Eriksson har i sit privatliv været kæreste med anføreren på Danmarks kvindefodboldlandshold, Pernille Harder siden maj 2014. Den 21. juli 2024 meddelte hun, at hun var forlovet med Harder.